# Nancy Greene
Nancy Greene (n. 11 mai 1943, Ottawa, Ontario, Canada) este o schioară alpină ce a reprezentat Canada, medaliată olimpică. A participat la o ediție a Jocurilor Olimpice (1968) în care a câștigat o medalie de aur și o medalie de argint.